# Medardo
Medardo es un nombre propio masculino, proveniente del Sajón. Suele interpretarse como latinización del nombre germánico Machthard, antropónimo compuesto de las raíces macht (poder) y hard (fuerte, valiente) . Por tanto, Machthard significa 'fuerte (o valiente) en su poder'.

## Variantes
- Masculinas: Metardo (con disimilación), Dardo (con aféresis).

## Variantes en otros idiomas
- Francés: Medard.
- Alemán: Machthard.
- Latín: Medardus.

## Onomástica
San Medardo vivió en Francia, aproximadamente entre los años 456 y 545. Es patrono de los camareros, leñadores y titiriteros, y se le invoca para combatir la tuberculosis intestinal y el dolor de muelas. Su fiesta se celebra el 8 de junio. Es patrón de la localidad de Benabarre (Huesca).

## Curiosidades
- El monje Medardo es el protagonista de la novela de E. T. A. Hoffmann Los elixires del diablo.
- El vizconde Medardo di Terralba es el protagonista de la novela El vizconde demediado de Italo Calvino.

- Datos: Q104370560